# University Park (Illinois)
University Park – wieś w Stanach Zjednoczonych, w stanie Illinois, w hrabstwie Will.